# Dibriwka (hromada Tetyjów)
Dibriwka (ukr. Дібрівка) – wieś na Ukrainie, w obwodzie kijowskim, w rejonie białocerkiewskim, w hromadzie Tetyjów. W 2023 liczyła 1116 mieszkańców.